# Marcell Nagy (Schauspieler)
Marcell Nagy (* 21. April 1991 in Budapest) ist ein ungarischer Kameramann und Filmschauspieler.

## Leben
Marcell Nagy wurde in Budapest geboren, wo er auch aufwuchs. Erste Erfahrung vor der Kamera sammelte er im Jahr 2001, als Zehnjähriger, an der Seite von Lulu Lewe im Musikvideo From Sarah with Love der deutschen Popsängerin Sarah Connor zu sehen war. Von 2003 bis 2009 war er Schüler am Baár–Madas Református Gimnázium in Budapest. Parallel dazu besuchte er Schauspielkurse.
2005 bekam er die Rolle, mit der er international bekannt werden sollte. In Imre Kertész’ Literaturverfilmung Fateless – Roman eines Schicksallosen verkörperte er einen jüdischen Jungen, der mehrere Konzentrationslager der Nationalsozialisten überlebte.
Nach dem Abitur wollte Nagy zunächst Schauspiel studieren, scheiterte jedoch an der Aufnahmeprüfung zur Schauspielschule. Als Alternative dazu absolvierte er ab 2009 die Moholy-Nagy-Universität für Kunsthandwerk und Gestaltung, an welcher er Fotografie studierte. 2011 wechselte er ans Színház- és Filmművészeti Egyetem, eine Hochschule für Theater und Film, an welcher er im Jahr 2017 seinen Abschluss als Kameramann erwarb. Seit 2012 zeichnet Nagy bei verschiedenen ungarischen Kurzfilmen als Kameramann verantwortlich.

## Filmografie

### Schauspieler
- 2005: Fateless – Roman eines Schicksallosen (Sorstalanság)